# 一宮市立富士小学校
一宮市立富士小学校（いちのみやしりつ ふじしょうがっこう）は、愛知県一宮市にある公立の小学校。2017年度（平成29年度）の児童数は591人。

## 概要
- 一宮市立貴船小学校と一宮市立向山小学校の児童数が激増したことで、1958年（昭和33年）4月に一宮市立赤見小学校の学区内に設立され、これら3小学校から学区が分離された[1]。かつては一宮市立北部中学校、一宮市立南部中学校、一宮市立西成中学校の3校に分かれて進学していたが、現在は北部中学校と南部中学校の2校に分かれて進学している[1]。
- 学区内には、一宮競輪場や平島公園野球場などの一宮市平島公園、一宮市民会館、大平島公園、テラスウォーク一宮、一宮市消防本部、一宮郵便局、遊郭の花岡園跡地などがある。

## 沿革
- 1958年（昭和33年）4月5日 - 開校。
- 1961年（昭和36年）6月20日 - 体育館竣工。
- 1980年（昭和55年）7月1日 - プール竣工。
- 2005年（平成17年）3月31日 - 新体育館竣工。
- 2009年（平成21年） - 運動場がグリーンサンド化[1]。
- 2018年（平成30年） - 創立60周年[1]。

## 通学区域
- 赤見1丁目の一部、赤見2丁目の一部、赤見3・4丁目、朝日1-3丁目、大浜1丁目の一部、大浜2丁目の一部、桜1丁目の一部、桜2丁目の一部、桜3丁目の一部、羽衣1・2丁目、浜町3-6丁目、藤塚町3・4丁目、和光1・2丁目、泉1-3丁目、一宮字白旗、印田通2丁目、大赤見字下河原、城崎通4-7丁目、白旗通1-4丁目、富士1-4丁目、緑1-3丁目、緑4丁目の一部[2]。

## 進学先中学校
- 一宮市立北部中学校
- 一宮市立南部中学校

※富士小学校校区のうち、赤見4丁目、朝日1丁目、朝日町3丁目、羽衣1丁目、羽衣2丁目は、北部中学校校区と南部中学校校区が混在する。